# Arcidiocesi di Bucaramanga
L'arcidiocesi di Bucaramanga (in latino: Archidioecesis Bucaramanguensis) è una sede metropolitana della Chiesa cattolica in Colombia. Nel 2022 contava 1.265.529 battezzati su 1.316.368 abitanti. È retta dall'arcivescovo Ismael Rueda Sierra.

## Territorio

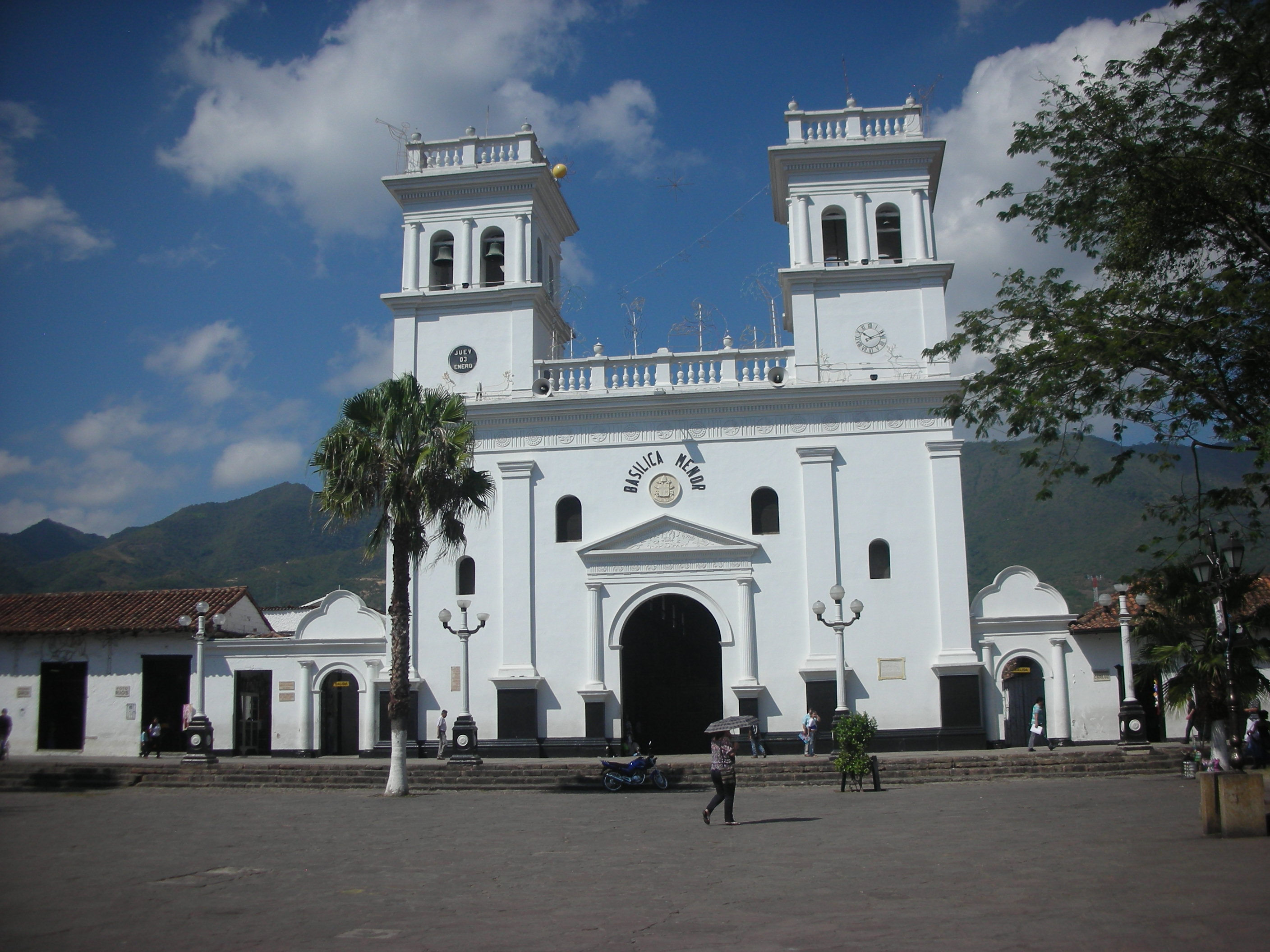
La basilica minore di San Giovanni Battista di Girón.

L'arcidiocesi comprende 15 comuni nella parte settentrionale del dipartimento colombiano di Santander: Rionegro, El Playón, Suratá, Matanza, California, Vetas, Charta, Lebrija, Bucaramanga, Tona, Floridablanca, Girón, Piedecuesta, Santa Bárbara, Los Santos.
Sede arcivescovile è la città di Bucaramanga, dove si trova la cattedrale della Sacra Famiglia. A Girón sorge la basilica minore di San Giovanni Battista.
Il territorio si estende su una superficie di 5.397 km² ed è suddiviso in 110 parrocchie, raggruppate in 3 vicariati e 17 arcipresbiterati.

### Provincia ecclesiastica
La provincia ecclesiastica di Bucaramanga, istituita nel 1974, comprende 4 suffraganee:
- diocesi di Barrancabermeja;
- diocesi di Málaga-Soatá;
- diocesi di Socorro e San Gil;
- diocesi di Vélez.

## Storia
La diocesi di Bucaramanga (in latino: dioecesis Bumanguensis) fu eretta il 17 dicembre 1952 con la bolla Cum sit latior di papa Pio XII, ricavandone il territorio dalla diocesi di Nueva Pamplona (oggi arcidiocesi). Originariamente era suffraganea dell'arcidiocesi di Bogotà.
Il 7 novembre 1953, con la lettera apostolica Centesimo fere, papa Pio XII proclamò la Beata Maria Vergine Immacolata patrona principale della diocesi.
Il 29 maggio 1956 entrò a far parte della provincia ecclesiastica dell'arcidiocesi di Nueva Pamplona.
Il 14 dicembre 1974 è stata elevata al rango di arcidiocesi metropolitana con la bolla Qui divino consilio di papa Paolo VI.
Nel mese di luglio del 1986 l'arcidiocesi ha ricevuto la visita pastorale di papa Giovanni Paolo II.
Il 7 luglio 1987 ha ceduto una porzione del suo territorio a vantaggio dell'erezione della diocesi di Málaga-Soatá.

## Cronotassi dei vescovi
Si omettono i periodi di sede vacante non superiori ai 2 anni o non storicamente accertati.
- Aníbal Muñoz Duque † (18 dicembre 1952 - 3 agosto 1959 nominato arcivescovo di Nueva Pamplona)
- Héctor Rueda Hernández † (6 maggio 1960 - 7 novembre 1991 nominato arcivescovo di Medellín)
- Darío Castrillón Hoyos † (16 dicembre 1992 - 15 giugno 1996 nominato pro-prefetto della Congregazione per il clero)
  - Sede vacante (1996-1998)
- Víctor Manuel López Forero † (27 giugno 1998 - 13 febbraio 2009 ritirato)
- Ismael Rueda Sierra, dal 13 febbraio 2009

## Statistiche
L'arcidiocesi nel 2022 su una popolazione di 1.316.368 persone contava 1.265.529 battezzati, corrispondenti al 96,1% del totale.
| anno | popolazione | popolazione | popolazione | presbiteri | presbiteri | presbiteri | presbiteri                | diaconi | religiosi | religiosi | parrocchie |
| anno | battezzati  | totale      | %           | numero     | secolari   | regolari   | battezzati per presbitero | diaconi | uomini    | donne     | parrocchie |
| ---- | ----------- | ----------- | ----------- | ---------- | ---------- | ---------- | ------------------------- | ------- | --------- | --------- | ---------- |
| 1958 | 358.177     | 363.820     | 98,4        | 109        | 66         | 43         | 3.286                     |         | 61        | 358       | 41         |
| 1966 | 565.287     | 569.297     | 99,3        | 167        | 87         | 80         | 3.384                     |         | 93        | 448       | 51         |
| 1970 | 579.998     | 593.998     | 97,6        | 142        | 84         | 58         | 4.084                     |         | 101       | 1.031     | 58         |
| 1976 | 601.605     | 619.198     | 97,2        | 125        | 84         | 41         | 4.812                     |         | 61        | 340       | 67         |
| 1980 | 675.682     | 695.815     | 97,1        | 133        | 85         | 48         | 5.080                     |         | 72        | 398       | 69         |
| 1990 | 832.684     | 858.586     | 97,0        | 157        | 89         | 68         | 5.303                     | 3       | 101       | 563       | 69         |
| 1999 | 1.045.884   | 1.070.133   | 97,7        | 205        | 137        | 68         | 5.101                     | 10      | 106       | 612       | 90         |
| 2000 | 1.072.035   | 1.096.896   | 97,7        | 214        | 146        | 68         | 5.009                     | 10      | 142       | 552       | 90         |
| 2001 | 1.104.214   | 1.130.517   | 97,7        | 216        | 148        | 68         | 5.112                     | 10      | 138       | 625       | 92         |
| 2002 | 1.126.749   | 1.153.589   | 97,7        | 212        | 147        | 65         | 5.314                     | 14      | 115       | 632       | 94         |
| 2003 | 1.149.284   | 1.176.660   | 97,7        | 215        | 150        | 65         | 5.345                     | 20      | 122       | 636       | 94         |
| 2004 | 1.168.525   | 1.192.350   | 98,0        | 213        | 143        | 70         | 5.486                     | 24      | 125       | 581       | 96         |
| 2012 | 1.343.760   | 1.376.252   | 97,6        | 244        | 183        | 61         | 5.507                     | 56      | 105       | 574       | 105        |
| 2015 | 1.412.063   | 1.446.206   | 97,6        | 236        | 179        | 57         | 5.983                     | 60      | 80        | 553       | 105        |
| 2018 | 1.440.000   | 1.498.200   | 96,1        | 274        | 184        | 90         | 5.255                     | 70      | 114       | 593       | 109        |
| 2020 | 1.240.000   | 1.290.431   | 96,1        | 284        | 189        | 95         | 4.366                     | 62      | 111       | 571       | 110        |
| 2022 | 1.265.529   | 1.316.368   | 96,1        | 276        | 180        | 96         | 4.585                     | 59      | 116       | 555       | 110        |